# 菲卡拉齐
菲卡拉齐（義大利語：Ficarazzi），是意大利西西里大区巴勒莫广域市的一个市镇。总面积3平方公里，人口11749人，人口密度3916.3人/平方公里（2009年）。ISTAT代码为082035。